# 刘次玄
刘次玄（1905年—1959年12月23日），原名益昌，字次玄，男，直隶（今河北）乐亭人，中国工商业者，曾任吉林省工商业联合会主任委员，第二、三届全国政协委员。